# Mircea Lucescu
Mircea Lucescu [mirčea lučesku] (* 29. července 1945 Bukurešť, Rumunské království) je bývalý rumunský fotbalový záložník a pozdější trenér. Trénoval ukrajinský klub FK Šachtar Doněck, s nímž v roce 2009 dosáhl svého největšího trenérského úspěchu, když vyhrál Pohár UEFA.
Většinu své aktivní hráčské kariéry strávil v Dinamu Bukurešť, se kterým získal sedmkrát rumunský titul. Neméně úspěšný je také ve funkci trenéra, když dokázal vyhrát celkem jedenáct mistrovských titulů ve třech různých zemích.
Roku 2020 se vrátil na Ukrajinu, kde jej angažoval klub Dynamo Kyjev. Lucescu ale po několika dnech oznámil rezignaci, poté co se vůči němu jakožto bývalému trenérovi Šachťaru ozvalo několik hlasů včetně legend Dynama v podobě bývalých hráčů Olega Blochina a Igora Bělanova. Klub Lucescua podpořil a ten si rezignaci rozmyslel. Jeho cílem má být návrat mistrovského titulu, neboť Dynamo Kyjev od roku 2016 nevyhrálo titul a pokaždé skončilo druhé za Šachťarem.

## Úspěchy

### Hráčské
- FC Dinamo Bucureşti
  - 7× vítěz rumunské ligy (1963/64, 1964/65, 1970/71, 1972/73, 1974/75, 1976/77, 1989/90)
  - 1× vítěz rumunského poháru (1968)

### Trenérské
- Dinamo Bucureşti
  - 1× vítěz rumunské ligy (1989/90)
  - 2× vítěz rumunského poháru (1985/86, 1989/90)
- Brescia Calcio
  - 1× vítěz Serie B (1991/92)
- FC Rapid Bucureşti
  - 1× vítěz rumunské ligy (1998/99)
  - 1× vítěz rumunského poháru (1997/98)
- Galatasaray SK
  - 1× vítěz turecké ligy (2001/02)
  - 1× vítěz Superpoháru UEFA (2000)
- Beşiktaş JK
  - 1× vítěz turecké ligy (2002/03)
- FK Šachtar Doněck
  - 7× vítěz ukrajinské ligy (2004/05, 2005/06, 2007/08, 2009/10, 2010/11, 2011/12, 2012/13)
  - 5× vítěz ukrajinského poháru (2003/04, 2007/08, 2010/11, 2011/12, 2012/13)
  - 5× vítěz ukrajinského Superpoháru (2005, 2008, 2010, 2012, 2013)
  - 1× vítěz Poháru UEFA (2008/09)